# Dolnolhotský buben

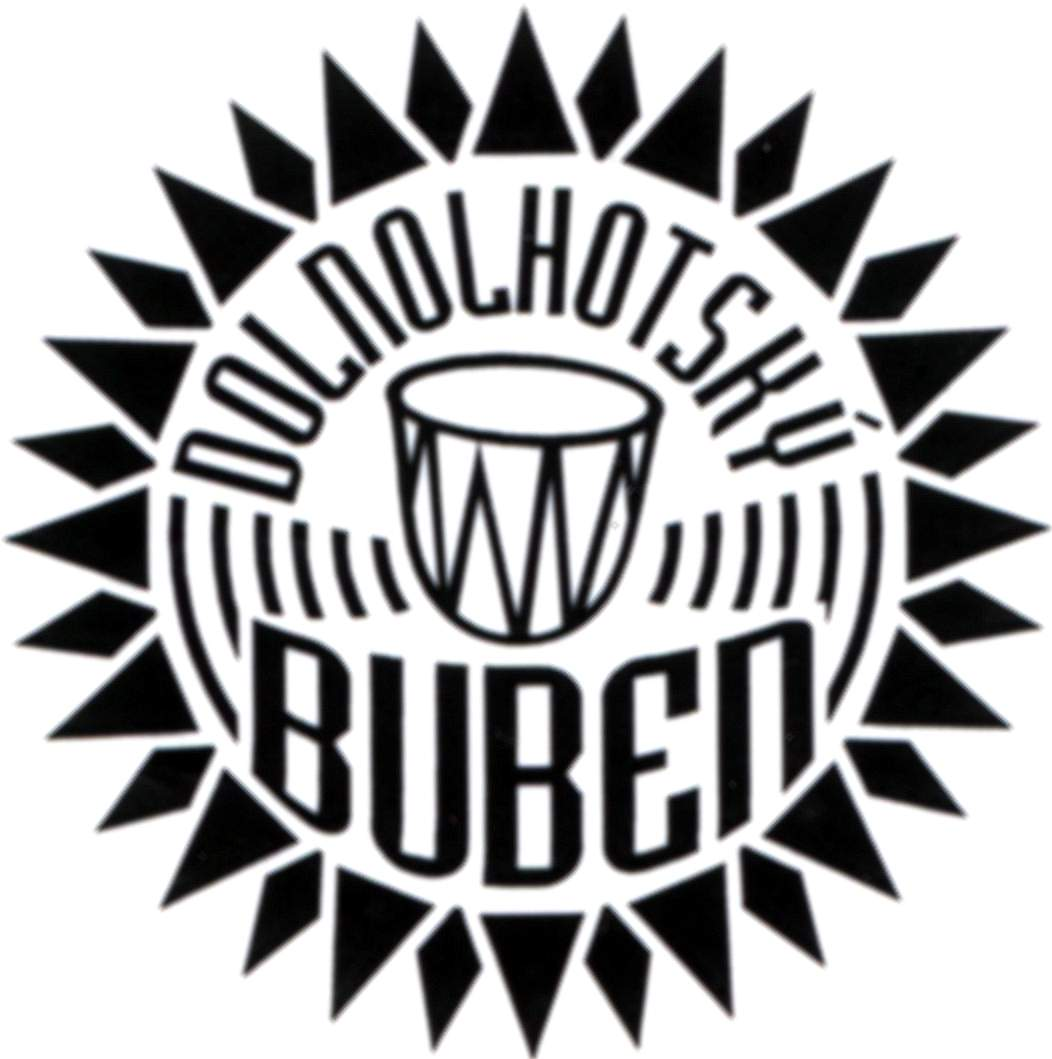
Logo Dolnolhotského bubenu

Dolnolhotský buben je český world-music festival pořádaný od roku 1998 v Dolní Lhotě u Ostravy.

## Historie
Již od poloviny 80. let dvacátého století se v malé obci Dolní Lhota pořádal hudební akce Rocková Dolní Lhota, která se věnovala alternativnímu rocku a reggae. Po posledním ročníku tohoto festivalu v roce 1991 nastala pauza vyplněná tvorbou jiných festivalů. V roce 1998 se oba Zlata Holušová a Vladislav Koval rozhodli obnovit tradici festivalů v Dolní Lhotě, tentokrát ale akcí, založenou na etnické hudbě a world music, s aktivní spoluprací návštěvníků. Tak vznikl festival Dolnolhotský buben, který v České republice zahájil oblibu world music festivalu s bubenickým základem. Festival měl od prvního ročníku charitativní charakter. Po svém čtvrtém ročníku začala být Dolní Lhota malá a proto se festival přestěhoval do Ostravy. Tak vznikl festival Colours of Ostrava.
Festival si kladl za cíl mapovat českou scénu world music s přesahy do ostatních alternativních žánrů. Hlavním dominujícím nástrojem byl buben. Další zvláštností festivalu byla snaha zdůraznit aktivní zapojení diváků do hudby. Od prvního ročníku byli zvýhodňováni návštěvníci s bubnem a byla vždy pro ně v rámci programu připravována velmi úspěšná a oblíbená škola bubnování. Součástí festivalu bylo nejen bohaté občerstvení s důrazem na vegetariánskou kuchyni, ale též několik čajoven, prodej hudebních nástrojů a orientálního zboží.
V roce 2005 se Vladislav Koval rozhodl splnit četná přání bývalých návštěvníku, a proto se Buben úspěšně vrátil do Dolní Lhoty a ukázal, že neztratil nic ze své atmosféry. Podařilo se uspořádat pět nádherných ročníků (v posledním v ostravských Benátkách ve spolupráci s Luďkem Flašarem).  
V roce 2023 Alexandru Lasákovi podařilo znovu zmobilizovat nadšence a příznivce festivalu a přesvědčit představitele obce Dolní Lhota a hlavně Vladislava Kovala, k rozhodnutí pokračovat v mnohaleté historii hudebních akcí. Dramaturgie ročníku 2024 přinesla návštěvníkům to nejlepší z regionálních kapel, s přesahem do republikové alternativní scény, a kvalitu ze zahraničí. Zachováno bude samozřejmě aktivní zapojení návštěvníků do dění na festivalu formou četných workshopů a dalších aktivit, což je pro Buben typické, unikátní a jeho návštěvníky očekávané.  

## Ročníky

### l. ročník: 28. srpna 1998
areál TJ Sokol Dolní Lhota
Účinkující: Hradišťan, Wooden Toys, Jana Koubková, Chaprál Crazy Plesk, Létající koberec, Dama dama, Sluneční orchestr (Nada Shakti jako host), Dununba, Krásné nové stroje, Akarabu, Propast, P. Goc (Polsko).
Škola bubnování: Vlasta Marek
Již první ročník proběhl za velkého zájmu médií, Česká televize Ostrava použila desetiminutovou reportáž z festivalu v pořadu Salón.

### II. ročník: 14. srpna 1999
areál SDH Dolní Lhota Mokřinka
motto: Etnoidustriálně Energetický Zážitek Pro Všechny, Kterým Pulzuje V Žilách Souznění S Historickým Odkazem Našich Předků
Účinkující: Fleret, Létající koberec, Šiva Band, Giňovci, DJ Nine, Ian Wood & Wooden Toys, Wendy & Zulu, Propast, Pepa Streichl a Truc Blues
Škola bubnování: Wendy Zulu a Murat Yilman (Turecko)

### III. ročník: 22. července 2000
areál SDH Dolní Lhota Mokřinka
Účinkující: Zuluville, Altamira, Čechomor, Wooden Toys, Létající koberec, Natalika, Tomáš Kočko + orchestr, Srpen, Nyabinghi Warriors, Applepie Annie, Satori & Song, Čankišou, Yamuna, v pauzách DJ Nine. Škola bubnování: sdružení Masada
Doprovodné akce: Křest CD alb: Yamuna – Arunachala, Altamira, sampler Dolnolhotský buben 2000; Ohňostrůjci, Šivova čajová bavírna, čajovna „Na Větrném kopci“, taneční stan cinema café clubu ČERNOBÍLÝ SVĚT, vegetariánská strava, medovina, tanečnice, prodej originálních afrických bubnů „djembe“.

### IV. ročník, 4. srpna 2001
poprvé 2 pódia v areálu SDH Dolní Lhota Mokřinka
motto: Pozitivní festival world music s aktivní spoluprací publika
Účinkující: Šum svistu, Švihadlo, Yamuna, Srpen, Ty syčáci, Gothart, Zuzana Navarová & KOA, Wooden Toys, Masada, Ahmed má hlad, Tubabu, Kapela ze vsi Warsawa, Song of Satori, Benedikta
Dolnolhotský buben ve svém čtvrtém ročníku dospěl. K pódiu u restaurace přibylo druhé, na stráni asi 400 m vzdálené vyrostly stany návštěvníků. Tento ročník byl předzvěstí Colours Of Ostrava, svou velikostí, dramaturgickou pestrostí i výběrem hvězd.

### V. ročník, 13. srpna 2005
areál SDH Dolní Lhota Mokřinka
Účinkující: Vladimír Mišík & Etc., Polemic (Sk), Pavel Fajt a Ondra Smejkal, Docuku, Terne Čhave, Evolution De Javu, Úspěch, Naked Floor, Smetana života a Nikol Kantorová, Afurt, Klipr
Pátý ročník Dolnolhotského bubnu navázal na důstojnou tradici a byl jakýmsi bonusem pro návštěvníky Colours Of Ostrava, zejména pro ty, kteří měli rádi staré známé z české i mezinárodní etno a world music scény.
Doprovodné akce: workshopy (bubenický, břišních tanců, žonglérský, šamanský, salsový…), taneční stan, čajovna, vegetariánská jídelna, ohňostrůjci.

### VI. ročník, 19. srpna 2006
areál SDH Dolní Lhota Mokřinka
Účinkující: Mňága a Žďorp, Son de Cuba (Kuba), Dunumba, Windy, 100°C, Švihadlo, Klipr, Evolution Dejavu, Herro-In, BORIS – bubenický orchestr Iva Samiece
Doprovodné akce: workshopy (bubenický, břišních tanců, žonglérský,…), čajovna, vegetariánská jídelna, ohňostrůjci.

### VII. ročník, 18. srpna 2007
areál SDH Dolní Lhota Mokřinka
Účinkující: -123 min., SLNIEČKO alebo Punto & rybacé hlavy (Sk), Hypnotix, Al Yaman, Luboš Pospíšil & L.P.G., Kumbalu, Tomáš Kočko & Orchestr, Naked Floor, BORIS – bubenický orchestr Iva Samiece, Zpocený voko, Marxova tchyně, Magic Anrew, Capoiera Angola Ostrava, Cyberfire
Doprovodné akce: workshopy (bubenický, břišních tanců, žonglérský,…), čajovna, vegetariánská jídelna, ohňostrůjci.

### VIII. ročník, 23. srpna 2008
areál SDH Dolní Lhota Mokřinka
Účinkující: Toxique, Lenka Filipová, Mango Molas, Dubioza Kolektiv, Evolution Dejavu, Zpocený Voko, Černá kočka, Satori, 4 Dohody, Šajtar, Magic Anrew, Capoiera Angola Ostrava, Cyberfire, skupina historického šermu GRIF
Doprovodné akce: workshopy (bubenický, břišních tanců, žonglérský,…), čajovna, vegetariánská jídelna, ohňostrůjci.

### IX. ročník, 22. srpna 2009
areál Benátky, Ostrava
Účinkující: aFurt, Bluesquare, Zpocený voko, Klipr, Evolution Dejavu, MBunda Africa, Poletíme?, Bek Ofis, Večírek, Praskání Rosti Petříka

### X. ročník, 31. srpna 2024
areál SDH Dolní Lhota Mokřinka
Účinkující: Caitlin Krisko & The Broadcast, Buty, Jana Kirschner, Tomáš Kočko & Orchestr, Kaczi, Jay Delver, Anna Vaverková, Moře dní, Žádný ostych, Mikaela,  Bubenická show Camara, Václav Kořínek, Lukáš Šporcl, Dalimil Závacký
Doprovodné akce: workshopy, čajovna.